# Philippe Pierlot (fluitist)
Philippe Pierlot (Parijs, ca. 1950) is een Frans fluitist, eerste fluitist van het Orchestre National de France.

## Levensloop
Philippe Pierlot is de zoon van de beroemde Franse hoboïst Pierre Pierlot. Toen hij begon met fluitspelen was Pierlot twaalf. Hij was de laatste leerling van de eminente leraar Joseph Rampal. Hij studeerde verder bij diens zoon Jean-Pierre en Alain Marion. Toen hij zeventien was zette hij zijn studie voort aan het Conservatorium van Parijs. Hij won er twee Premier prix, voor fluit en kamermuziek. Hij won ook het Internationale concours in Barcelona.
Hij werd eerste fluitist in het Orchestre National de France, waar hij kon spelen onder de leiding van de beste dirigenten. Hij begon ook een carrière als solist en in kamermuziekensembles. Hij trad op in prestigieuze festivals, zoals Evian, Colmar, Menton, Strasbourg, Midem Classique, La Chaise-Dieu, Concerts du Dimanche matin en Flâneries de Reims.
Pierlot trad regelmatig op in Duitsland, Italië, Zwitserland, Groot-Brittannië, Ierland, België, Nederland, Luxemburg, Spanje, Noorwegen, Bulgarije, Polen, Griekenland, Korea, China en Japan. Daar trad hij meestal op als solist met orkesten zoals Orchestre National de France, Solisten van Moskou, Orchestre des Concerts Lamoureux, Ensemble Orchestral de Paris, Orchestre National de Chambre de Toulouse, Orchestre Philharmonique de Nice, Orchestre Jean-François Paillard, het Orkest van Heilbronn, Stavanger Symfonieorkest, het Frysk Orkest, het Orkest van San-Sebastian en het Krakau Symfonieorkest.
Zijn repertoire gaat van Antonio Vivaldi tot Sofia Goebaidoelina en Claude Bolling. Hij speelt zowel op een houten als een gouden fluit. Hij werkte mee aan diverse opnamen, als solist of samen met ensembles of orkesten.
Hij doceerde fluit aan laatstejaarsstudenten aan het Conservatoire National Superieur de Musique in Lyon (2007-2008) en aan het Conservatoire National van Rueil-Malmaison. Hij geeft ook vaak meestercursussen in heel wat landen. 
Hij was lid van de jury voor het Internationaal Concours Jean-Pierre Rampal en voor het Internationaal Concours van het MAfestival Brugge (2011). 
Hij is een naamgenoot van de Belgische gambist Philippe Pierlot uit Luik.